# Dicranomyia (Doaneomyia) fijicola
Dicranomyia (Doaneomyia) fijicola is een tweevleugelige uit de familie steltmuggen (Limoniidae). De soort komt voor in het Australaziatisch gebied.